# État de commotion interne en Colombie
L’état de commotion interne en Colombie (estado de conmoción interior) est organisé par des dispositions introduites le 4 juillet 1991 dans la nouvelle constitution de la Colombie qui remplace la notion d'état de siège.
La Constitution prévoit la possibilité de déclarer l'état de commotion interne « en cas de désordre public sérieux susceptible d'affecter la stabilité institutionnelle et imminente de la sécurité de l'État ». Sous certaines conditions, il permet d'empêcher l'exercice de certains droits civils aux étrangers. Le président peut également suspendre les fonctions des maires et des gouverneurs, pouvant, par ailleurs, imposer des contributions fiscales ou parafiscales et modifier le budget.

## Utilisations
L'état de commotion interne est déclaré, pour la première fois, le 10 juillet 1992 par le gouvernement du président de l'époque, César Gaviria Trujillo, par le biais du décret 1155, en vertu de l'article 213 de la constitution de 1991, pour une durée de quatre-vingt-dix jours. L'objectif de cette décision est d'empêcher les auteurs de crimes, tels que l'assassinat de Luis Carlos Galán ou l'attentat sur le DAS, d'être libérés. Le 12 août 2002, la Colombie est de nouveau en état de commotion interne pour au moins quatre-vingt-dix jours à la suite de la décision d'Álvaro Uribe qui estime que le pays vit dans un climat de « terreur » provoqué par « des groupes armés ayant à chaque fois une plus grande capacité destructive ».